# Wu Qian
Wu Qian (吳前S, Wú QiānP; 7 luglio 1994) è un cestista cinese.